# Єфімов Олександр Олександрович
Олександр Олександрович Єфімов (рос. Александр Александрович Ефимов; 25 листопада 1994, Можга, Росія — 25 березня 2022, Мала Рогань, Україна) — російський офіцер, старший лейтенант ЗС РФ (31 березня 2020). Герой Російської Федерації.

## Біографія
Навчався в гімназії №8, останні 2 класи — в середній загальноосвітній школі №1 в Можзі. В 2013 році вступив в Новосибірське вище військове командне училище (НВВКУ), навчався в одному взводі зі своїм найкращим другом Максимом Пєсковим. Після закінчення училища в березні 2018 року призначений командиром десантного взводу розвідувальної десантної роти (з липня 2019 року — взвод глибинної розвідки роти глибинної розвідки) розвідувального батальйону 138-ї окремої мотострілецької бригади. З квітня 2020 року — заступник командира та інструктор з повітряно-десантної підготовки своєї роти. З 24 лютого 2022 року брав участь у вторгненні в Україну. 14 березня був поранений. Загинув у бою. 16 червня був похований в Можзі.

## Нагороди
Отримав декілька нагород, серед яких:
- Знак «Парашутист-відмінник»
- Медаль «За участь у військовому параді в День Перемоги»
- Орден Мужності (27 червня 2022, посмертно)
- Звання «Герой Російської Федерації» (3 вересня 2022, посмертно) — «за мужність і героїзм, проявлені під час виконання військового обов'язку.» 24 вересня медаль «Золота зірка» була передана рідним Єфімова начальником НВВКУ генерал-майором Сергієм Марковчиним.